# Gabriel Linsén

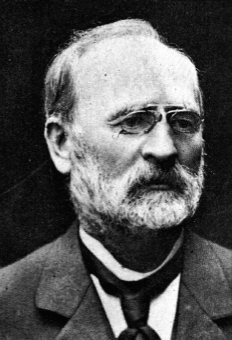
Gabriel Linsén år 1898.

Selim Gabriel Linsén, född 22 juli 1838 i Helsingfors, död 5 april 1914 i Borgå, var en finländsk tonsättare. 
Gabriel Linsén var son till Johan Gabriel Linsén och gift med fotografen Maria Natalia Linsén, född Borenius. Han skrev och tonsatte sammantaget 80 kör- och solosånger. Mest känd är "En sommardag i Kangasala" från 1864. 
År 1954 regisserade Jack Witikka en långfilm Jag gungar i högsta grenen om hans liv, med Martti Katajisto i huvudrollen.